# Houdini
Houdini是一款3D動畫軟體，由加拿大Side Effects Software Inc.（简称SESI）公司开发，SESI公司由Kim Davidson和Greg Hermanovic创建于1987年。Houdini是在Prisms基础上重新开发而来，可运行于Linux, Windows, Mac OS等操作系统，是完全基于节点模式设计的产物，其结构、操作方式等和其它的三维软件有很大的差异。Houdini自带的渲染器是Mantra，基于Reyes渲染架构，因此也能够快速的渲染运动模糊、景深和置换效果。 Mantra是经过产品验证的成熟渲染器，可以满足电影级别的渲染要求。当然，Houdini也有第三方渲染器的接口，比如：PhotoRealistic RenderMan、Mental ray、V-Ray和Torque等，可以把场景导出到这些渲染引擎进行渲染。
软件得名于魔术师哈利·胡迪尼。

## 多种授權方式
- Houdini Master，Houdini大师版，全功能的商业版本。
- Houdini Escape，Houdini艺术家版，比大师版便宜、缺少部分功能的商业版本。比大师版缺少粒子、刚体动力学、布料模拟和曲线动力学功能。[2]
- Houdini Apprentice HD，Houdini高清学习版。非商业版，价格99美元，可以使用所有内置模块功能，渲染的图像没有水印，渲染单个图像分辨率无限制，渲染动画序列分辨率最高为1920x1080。不支持外部渲染器渲染。
- Houdini Apprentice，Houdini免费学习版。非商业版，可以从官方网站免费下载。可以使用所有内置模块功能，渲染的图像带有水印，分辨率最高为720x576，不支持外部渲染器。[3]

Houdini商业版的文件檔名hip，非商业版本儲存的文件檔名为hipnc，可以打开商业版本的文件，但儲存后檔名会变成hipnc。非商业版用户在使用一段时间后，若转而购买商业版，SESI公司会提供一次性把所有非商业版文件转换为商业版本文件的服务。非商业版用户使用中遇到问题可以注册官方论坛，其他热心的论坛用户能帮你解决问题，注册之后还可以从官网下载到小更新版本，小更新版本是开发者在修复软件的缺陷后在官方网站发布的版本，这些小更新版在Houdini Journals页面（页面存档备份，存于）上有详细的更新列表。

## 模組介紹[4]
| Objects | Object scene           | 场景描述模块   |
| SOPs    | Surface OPerations     | 表面編輯模組   |
| POPs    | Particle OPerations    | 粒子編輯模組   |
| CHOPs   | CHannel OPerations     | 通道編輯模組   |
| COPs    | Compositing OPerations | 图像合成模組   |
| SHOPs   | Shader OPerations      | 材質編輯模組   |
| VOPs    | Vex OPerations         | VEX模組        |
| Outputs | Render outputs         | 渲染输出模块   |
| DOPs    | Dynamics OPerations    | 動力學編輯模組 |

## 几何体类型
- Point
- Primitive
  - Face
    - Polygon
    - Curve

  - Surface
    - Mesh
    - curvedSurface
      - nurbsSurface
      - bezierSurface

  - Metaball
  - Volume
  - Quadric（二次曲面，如Sphere,Tube,...）
- Vertex
- Edge

## 脚本
- HScript
- HOM（Houdini Object Model，基于Python，9.0版加入）
- VEX（Vector EXpression）

### HOM
Houdini在9.0的时候加入了对Python的支持，成为替代HScript的脚本语言，为了保持文件在各版本间自上而下的兼容，HScript现在还是保留的，但推荐使用Python。你可以用python建立一个自定的节点。和vex写的节点有所不同，Python SOP可以允许建立或删除几何体，当然它的速度是不比vex的。目前HOM还没有完善，仅限于建立SOP node。

### VEX
VEX是Vector EXpression的简称，是一种处理大量数据的高性能脚本语言，语法类似C语言，对有编程背景的人来说很容易学。Houdini里的很多地方使用VEX来处理数据。Houdini和Mantra里使用SIMD来实现VEX。Houdini里的VOPs，表示Vex OPerators，用于以节点方式建立VEX操作和材质。你可以用VEX建立以下类型的自定义节点：
·Modeling
·Rendering用于编写shader，
·Compositing
·Particle
·Channel Operator
·Fur

### HScript
Houdini的一种脚本语言，逐步会被Python所取代。

## 版本历史[5]
| 版本 | 发布日         |
| ---- | -------------- |
| 1.0  | 1996年10月2日  |
| 2.0  | 1997年8月5日   |
| 2.5  | 1998年3月28日  |
| 3.0  | 1999年10月2日  |
| 4.0  | 2000年7月24日  |
| 5.0  | 2002年3月12日  |
| 5.5  | 2002年5月14日  |
| 6.0  | 2003年5月8日   |
| 6.5  | 2004年4月16日  |
| 7.0  | 2004年9月20日  |
| 8.0  | 2005年10月6日  |
| 8.1  | 2006年5月19日  |
| 9.0  | 2007年9月20日  |
| 9.1  | 2008年1月30日  |
| 9.5  | 2008年7月17日  |
| 10.0 | 2009年4月16日  |
| 11.0 | 2010年7月27日  |
| 11.1 | 2011年8月9日   |
| 12.0 | 2012年3月1日   |
| 12.1 | 2012年8月7日   |
| 12.5 | 2013年8月14日  |
| 13.0 | 2013年10月31日 |
| 13.5 | 2013年11月25日 |
| 14.0 | 2015年1月15日  |
| 14.5 | 2015年1月22    |
| 15.0 | 2015年10月15日 |
| 15.5 | 2016年5月19日  |
| 16.0 | 2017年2月21日  |
| 16.5 | 2017年11月7日  |
| 17.0 | 2018年10月10日 |
| 17.5 | 2019年3月13日  |
| 18.0 | 2019年11月27日 |
| 18.5 | 2020年10月17日 |
| 19.0 | 2021年10月14日 |